# Fontclaireau

Fontclaireau este o comună în departamentul Charente, Franța. În 1 ianuarie 2020 avea o populație de 436 de locuitori.